# Григорий IV Римски
Григорий IV (на латински: Gregorius PP. IV) е римски папа от октомври 827 г. до 25 януари 844 г.
Папа Григорий IV обявил през 835 г. новогодишния празник на келтите и германците за празник на Вси Светии след като осъзнал, че трудно ще се пребори с езическата традиция. Според техния календар новата година настъпвала на 1 ноември.
Григорий съдействал и за архитектурното развитие на Рим. Възстановил Базиликата Сан Марко в Рим.